# L-O-V-E
| 전문가 평가 | 전문가 평가 |
| 평가 점수   | 평가 점수   |
| 출처        | 점수        |
| ----------- | ----------- |
| Allmusic    | [ 1 ]       |

《L-O-V-E》는 미국의 재즈 가수 냇 킹 콜의 마지막 스튜디오 음반이다. 그것은 랄프 카마이클에 의해 편곡되었다. 《L-O-V-E》는 콜의 마지막 음반으로 1965년 2월 사망 직전에 발매되었다. 〈The Girl from Ipanema〉, 〈My Kind of Girl〉 그리고 〈More (Theme From Mondo Cane)〉은 콜이 폐암 진단을 받은 직후인 1964년 12월 1일 3일에 녹음되었으며, 그가 마지막으로 만든 녹음이다. 1965년 봄 빌보드 200 차트 4위로 정점을 찍었다.
1965년 1월 30일자 《빌보드》 잡지의 초기 리뷰는 "지금까지 가장 훌륭한 냇 콜 음반 중 하나! 그는 좋은 표준 물질로 새로운 삶을 불어넣어 주는 훌륭한 몸매를 가지고 있다... 타이틀곡은 콜 클래식!"

## 곡 목록
| #   | 제목                             | 작사·작곡                                                      | 재생 시간 |
| --- | -------------------------------- | -------------------------------------------------------------- | --------- |
| 1.  | 〈L-O-V-E〉                      | 밀트 게이블러, 베르트 켐페르트                                 | 2:30      |
| 2.  | 〈The Girl from Ipanema〉        | 안토니우 카를루스 조빙, 노먼 김벌, 비니시우스 지 모라이스      | 2:56      |
| 3.  | 〈Three Little Words〉           | 해리 루비, 버트 칼마르                                         | 2:16      |
| 4.  | 〈There's Love〉                 | 조지 데이빗 웨이스, 조 셔먼                                    | 3:10      |
| 5.  | 〈My Kind of Girl〉              | 레슬리 브리쿠스                                                | 3:11      |
| 6.  | 〈Thanks to You〉                | 밥 마커스                                                      | 3:24      |
| 7.  | 〈Your Love〉                    | 랄프 카마이클, 웨인 던스턴                                     | 2:14      |
| 8.  | 〈More (Theme From Mondo Cane)〉 | 리즈 오톨라니, 니노 올리비에로, 마르첼로 쵸르춀리니, 노먼 뉴웰 | 2:09      |
| 9.  | 〈Coquette〉                     | 조니 그린, 거스 칸, 카르멘 롬바르도                            | 2:55      |
| 10. | 〈How I'd Love to Love You〉     | 조 베일리                                                      | 2:19      |
| 11. | 〈Swiss Retreat〉                | 제리 토바이어스, 밀트 로저스                                   | 2:14      |